# Chrysococcyx
Chrysococcyx – rodzaj ptaków z podrodziny kukułek (Cuculinae) w rodzinie kukułkowatych (Cuculidae).

## Zasięg występowania
Rodzaj obejmuje gatunki występujące w Afryce oraz południowej części Azji.

## Morfologia
Długość ciała 16–20 cm; masa ciała 21–38 g.

## Systematyka

### Etymologia
- Chrysococcyx: gr. χρυσος khrusos „złoty”; κοκκυξ kokkux, κοκκυγος kokkugos „kukułka”[10].
- Lampromorpha (Lampromorphus): gr. λαμπρος lampros „błyszczący”; μορφη morphē „postać”[11]. Gatunek typowy: Lampromorpha chalcopepla Vigors, 1831 (= Cuculus caprius Boddaert, 1783).
- Chalcococcyx: gr. χαλκος khalkos „brązowy, miedź”; κοκκυξ kokkux, κοκκυγος kokkugos „kukułka”[12]. Gatunek typowy: Cuculus xanthorhynchus Horsfield, 1821.
- Metallococcyx: gr. μεταλλον metallon „metal”; κοκκυξ kokkux, κοκκυγος kokkugos „kukułka”[13]. Gatunek typowy: Cuculus smaragdineus Swainson, 1837 (= Cuculus cupreus Shaw, 1792).
- Adamatornis: gr. αδαματος adamatos „stanu wolnego, nieokiełznany”, od negatywnego przedrostka α- a-; δαμαω damaō „wydać za mąż”; ορνις ornis, ορνιθος ornithos „ptak”[14]. Gatunek typowy: Cuculus klaas Stephens, 1815.
- Adetococcyx: gr. αδετος adetos „wolny”, od negatywnego przedrostka α- a-; δεω deō „związać”; κοκκυξ kokkux, κοκκυγος kokkugos „kukułka”[15]. Gatunek typowy: Chrysococcyx intermedius Hartlaub, 1857 (= Cuculus cupreus Shaw, 1792).

### Podział systematyczny
Do rodzaju należą następujące gatunki:
- Chrysococcyx maculatus (J.F. Gmelin, 1788) – kukułeczka szmaragdowa
- Chrysococcyx xanthorhynchus (Horsfield, 1821) – kukułeczka ametystowa
- Chrysococcyx flavigularis Shelley, 1880 – kukułeczka żółtogardła
- Chrysococcyx klaas (Stephens, 1815) – kukułeczka białobrzucha
- Chrysococcyx cupreus (Shaw, 1792) – kukułeczka złocista
- Chrysococcyx caprius (Boddaert, 1783) – kukułeczka pstra